# Jugement interlocutoire en droit français
Ne doit pas être confondu avec Injonction interlocutoire.
Un jugement interlocutoire, appelé aussi jugement mixte, est une catégorie de jugement qui tranche une partie du fond et ordonne une mesure complémentaire sur le surplus. Il s'oppose à la notion de « jugement définitif » (puisque le jugement interlocutoire ne clôt pas la procédure) et de « jugement avant dire droit » (qui ne statue pas sur le fond et qui n'est pas susceptible d'appel).

## Notion de jugement interlocutoire
Un jugement interlocutoire / un jugement mixte concerne une décision de première instance (Tribunal judiciaire, tribunal de commerce, conseil des prud'hommes) ou une décision d'appel par laquelle le juge procède en deux temps.
Dans un premier temps, il tranche une partie de l'objet du litige. Dans une deuxième étape, pour la partie des prétentions à propos desquelles la juridiction estime ne pas disposer de tous les éléments qui lui sont nécessaires, une mesure accessoire est ordonnée.
Un jugement ou un arrêt interlocutoire, dès son prononcé, est susceptible de recours sur le tout, dans la mesure où il est revêtu de l'autorité de la chose jugée. Pour que la mesure accessoire puisse être exécutée en dépit de l'appel ou du pourvoi en cassation, la juridiction doit assortir sa décision de l'exécution provisoire.
La mesure accessoire ordonnée peut être une expertise, une réouverture des débats, l'audition d'un témoin, un transport sur les lieux, un sursis à statuer dans l'attente d'une décision d'une autre juridiction, etc.
Puis, une fois la mesure accessoire réalisée, la juridiction rend une seconde décision sur le fond en tenant compte des résultats de la mesure précédemment ordonnée.
À titre d'exemple, un jugement interlocutoire très pratiqué est le fait de statuer sur le principe de la responsabilité civile ou pénale d'une des parties au litige, puis d'ordonner une mesure d'expertise afin d'évaluer l'ampleur du préjudice corporel de la victime.